# 杭锦旗
杭锦旗为中华人民共和国內蒙古自治区鄂尔多斯市下辖的一个旗，面积1.89万平方公里，政府驻锡尼镇。

## 历史
公元前127年，汉朝卫青率军击败匈奴後，汉武帝接受主父偃建议，把河套建为抵御匈奴的“攘外之本”，动用十余万人，耗费“数十百巨万”，于今沙日召嘎查地区建朔方城，为朔方郡治。唐代，旗境为丰州地。丰州城位于今格更召嘎查境内的库布其沙漠（库结沙）中，为当时地北交通要冲，还有大量突厥、吐谷浑人。丰州城随后迁徙多处，辽宋时期地入西夏。
杭锦为“康里”的谐音，本系古突厥语，意为“车子”，後用来称呼“使车者”。13世纪，成吉思汗西征後将大量花剌子模居民作为“驱口”役使，元代这些人被归类为色目人，元朝军队内还有“康礼卫”。明天顺年间，蒙古部落入居河套。杭锦部先为十二土默特之一；后来鄂尔多斯万户首领衮必里克墨尔根将部众分封给九子，杭锦部归其三子卫达尔玛。清顺治六年（1649年），在此基础上设鄂爾多斯右翼後旗，主体为500户杭锦人，故又称杭锦旗。当时是伊克昭盟七旗之一，後汉人逐渐开垦黄河沿岸地。光绪二十九年（1903年）置五原直隶厅，划入黄河后套地。

中華民國時期，杭錦旗屬绥远特别区、綏遠省管轄

民国时期，原驻地在今杭锦旗北境沙日召苏木，1939年迁今治锡尼镇。後该旗末代扎萨克阿勒坦鄂齐尔投日，参加蒙疆政府。1941年国民党为了加强抗戰工作，于绥远省政府第三行政专员公署设立横跨杭锦旗和鄂托克旗的“桃力民办公室”（1943年改为桃力民办事处），辖杭锦旗黄河以南的近1/3面积。中共建政後，绥远和平解放。1949年12月，杭锦旗临时人民政府成立（后改为杭锦旗人民政府）。1950年，桃力民中心区取代姚力民办事处。1951年废除桃力民中心区，原杭锦旗辖地回归。1954年绥远省撤销，并入内蒙古自治区。2001年改属鄂尔多斯市。

## 人口
根據第七次人口普查數據，截至2020年11月1日零時，杭錦旗常住人口為110824人。
21世纪初，总人口14.2万，其中蒙古族2.5万人。境内汉语方言主要属晋语大包片。

## 地理
杭锦旗位于鄂尔多斯高原西北部，地跨鄂尔多斯高原、河套平原，位于东经116°55'16"～109°16'08"、北纬39°22'22"～40°52'47"之间。地势南高北低，缓缓倾斜，海拔1000～1619米。
黄河自西向东流经全旗242公里，过境4.2亿立方米，有摩仁河等季节性河流。库布其沙漠起源于西部，横亘东西，将全旗分为北部沿河区、南部梁外区。
- 梁外：位于库布其、毛乌素沙漠的中间地带，属于荒漠、半荒漠草原；以草原、天然林保护区为主，草原辽阔；
- 沿河：紧靠黄河南岸，属东西狭长的黄河冲积平原，地势平坦、水源充沛，土壤肥沃。

## 资源
- 矿产：已探明储量石膏6500万吨、食盐505万吨、天然碱700万吨、芒硝5000万吨。
- 甘草：现有野生甘草239万亩、人工甘草65万亩，是驰誉中外的甘草之乡，特别是梁外甘草，以皮色红、粉性足、酸质多，誉为“中药之王”。

## 行政区划
杭锦旗下辖5个镇、1个苏木：
锡尼镇、巴拉贡镇、吉日嘎朗图镇、独贵塔拉镇、呼和木独镇、伊和乌素苏木和杭锦旗独贵塔拉工业园区。